# Pangarangan
Pangarangan is een bestuurslaag in het regentschap Sumenep van de provincie Oost-Java, Indonesië. Pangarangan telt 5125 inwoners (volkstelling 2010).